# Kurultai
Un kurultái es un consejo político y militar de los ancianos jefes mongoles y de kanes, que luego fue imitado por el pueblo turco, así como por el pueblo tártaro. El origen del término proviene de la palabra mongola "Kur/Khur", que significa asamblea o discusión, y a la vez da origen a la palabra "Kurul/Khural" que significa consejo. 
El objetivo de kurultái, además de nombrar un kan para el Imperio mongol, era definir estrategias militares y designaciones en puestos políticos. Por ejemplo, Gengis Kan fue nombrado como tal en el kurultái de 1206.
El término aparece registrado por primera vez en la Historia secreta de los mongoles.
Este término se utiliza en la actualidad, tanto en turco, como en mongol y en tártaro, para referirse a órganos políticos y administrativos, como Parlamento, Asamblea Constituyente, etcétera.